# Jetpack Joyride
 (août 2023).
Jetpack Joyride est un jeu vidéo à défilement horizontal développé par HalfBrick Studios dont le but est de parcourir la plus longue distance avec Barry, un homme d'affaires monté sur un jetpack, qui avance de plus en plus rapidement au fil du temps.

## Trame
Barry Steakfries, un entrepreneur, voit son chiffre d'affaires diminuer considérablement. Près de la faillite, il ne voit plus qu'une seule solution : demander à un laboratoire secret s'il peut créer quelque chose pour faire remonter ses bénéfices. Alors qu'il se rend dans ce laboratoire, il y trouve une création secrète : un jetpack. Pensant à tout ce qu'il pourrait faire avec, il entre brutalement dans le laboratoire en cassant un mur, vole le jetpack et s'enfuit.

## Système de jeu
Le but du jeu est de parcourir la plus longue distance sur son jetpack en évitant zappeurs, missiles et lasers, et en récoltant le plus de pièces et de jetons de tirage possible. Il y a aussi des missions à remplir, pour monter de niveaux, et gagner de l'argent que vous pourrez dépenser dans le magasin.
Il n'y a qu'une commande pour le jeu, quelle que soit la plateforme utilisée : il faut appuyer sur l'écran de jeu pour faire voler Barry.

### Véhicules
Il existe divers « véhicules » disponibles dans le jeu, tous activés (sauf S.A.M) lorsque Barry atteint le « garage » (une boîte en forme de diamant de forme carrée aux couleurs rouge, jaune et vert).  

### Missions
Il existe de multiples buts sur ce jeu. Le premier but du jeu est de réussir un certain nombre de missions qui rapportent des étoiles et permettent de monter des niveaux. Monter un niveau rapporte des pièces (plus le niveau est élevé plus le joueur remporte des pièces : 200 pièces pour le niveau 1 et 3000 pièces pour le niveau 15). Au bout de 15 niveaux, le joueur remporte un insigne, puis les niveaux recommencent, en continuant toutefois à partir du niveau 16. Un autre but du jeu serait d'aller le plus loin possible et de battre son record de distance, de pièces récupérées, de jetons récupérés, bref de toutes les statistiques en général. Un autre but est celui d'obtenir tous les succès du jeu. Les missions du jeu sont donc variées et plutôt personnelles. 

## Édition indienne
En avril 2018, Halfbrick s'associe au développeur indien Mech Mocha. La version internationale de Jetpack Joyride est alors retirée de l'App Store et du Google Play Store pour être remplacée par un nouveau jeu développé spécifiquement pour le public indien : Jetpack Joyride India Exclusive. Cette édition du jeu exploite la culture indienne : les décors se basent sur plusieurs lieux touristiques du pays, les antagonistes sont de célèbres Youtubeurs indiens, et les costumes, jetpacks et véhicules sont également basés sur la culture du pays.
Jetpack Joyride India Exclusive propose deux modes de jeu : le mode infini est conservé sous l’appellation Challenges. De la même façon que les évènements occasionnels du jeu international, le mode Challenges, qui est notamment en phase avec l'actualité du pays, propose au joueur d'attraper le plus possible de jetons avec un costume et un jetpack prédéfinis. Ce mode met les joueurs en compétition, et nécessite une connexion Internet.
Le mode de jeu principal consiste en une centaine de niveaux qui imposent chacun une mission à remplir, au terme de laquelle le niveau s'arrête. Ces niveaux sont divisés en trois chapitres, et ponctués de boss qu'il convient de battre en un temps record. Mech Mocha envisage dans le futur l'ajout de niveaux supplémentaires.

### Histoire
BarryKanth, millionnaire dont le passe-temps consiste à concevoir des jetpacks et véhicules armés, doit utiliser ces technologies pour combattre les forces du mal. Il est assisté pour cela par Lara, une ex-militaire.

### Modèle économique
Jetpack Joyride India Exclusive est un free-to-play. Les publicités ne sont pas intrusives : Le joueur dispose du choix de les visionner ou non. Les niveaux du mode hors-ligne ne sont accessibles qu'à la condition de dépenser un éclair, deux pour les boss. Le joueur dispose de dix éclairs maximum, et, s'il ne paye pas ou ne visionne pas une publicité, doit attendre un quart d'heure pour obtenir un éclair supplémentaire.

### Réception
Si le public indien a fait assez bon accueil à cette version du jeu, le retrait de la version internationale de Jetpack Joyride des boutiques en ligne a été critiqué. La disparition d'un mode infini hors-ligne est également critiquée, surtout par ceux ayant auparavant joué à l'édition internationale.

## Jeu de plateau
En juillet 2018, Lucky Duck Games lance un projet Kickstarter sur le jeu de plateau Jetpack Joyride. Créé par Michal Golebiowski, le jeu est disponible en français et anglais, et a trois versions : standard, deluxe et collector.